# سیارک ۷۰۵۴
سیارک ۷۰۵۴ (به انگلیسی: 7054 Brehm، نامگذاری:1989GL8) هفت هزار و پنجاه و چهارمین سیارک کشف شده‌است که در ۶ آوریل ۱۹۸۹ کشف شد.
قدر مطلق سیارک برابر ۱۴٫۳۰ است.